# Blokada ekonomiczna
Blokada ekonomiczna (blokada gospodarcza) – ogół środków podjętych przez państwo lub grupę państw w celu zachwiania gospodarki państwa blokowanego przez jego izolację (np. embargo, sankcje gospodarcze, częściowe lub zupełne zerwanie z nim stosunków handlowych i finansowych).
Pakt Ligi Narodów przewidywał w art. 16, że blokada ekonomiczna może być stosowana jako szczególny rodzaj sankcji międzynarodowej przeciwko członkowi Ligi uciekającemu się do wojny wbrew zobowiązaniom przyjętym w Pakcie. Obecnie art. 41 Karty Narodów Zjednoczonych stanowi, że wobec państwa, które zagraża pokojowi lub dopuszcza się agresji, mogą być zastosowane sankcje gospodarcze, polegające na zupełnym lub częściowym zerwaniu stosunków gospodarczych i komunikacyjnych. Decyduje o tym Rada Bezpieczeństwa ONZ.
Przykładem takiego działania była blokada kontynentalna. Blokada ekonomiczna stosowana była również przeciw Związkowi Radzieckiemu po rewolucji październikowej.
Współcześnie blokadę ekonomiczną stosuje USA wobec Kuby.